# Обретённое время
«Обретённое время» (фр. Le Temps retrouvé) — последний роман цикла «В поисках утраченного времени» французского писателя Марселя Пруста.
Издан посмертно, без окончательных корректировок и изменений автора.
На русский язык роман перевел А. И. Кондратьев (1990), «закончив» перевод романов М. Пруста Николаем Любимовым, который не успел перевести последний роман цикла.
В 2001 году опубликован перевод А. Смирновой.
В 2010 году Алексей Годин опубликовал свой перевод романа.
Роман экранизирован в 1999 году.